# Kees Duyvesteyn
Kees Duyvesteyn, né le 19 mai 1998 à Cromwell, est un coureur cycliste néo-zélandais.

## Palmarès
- 2015
  - 2e étape du Tour de Southland juniors
  - 2e du Tour de Southland juniors
- 2017
  - 2e du Lake Taupo Cycle Challenge
- 2018
  - Timaru Two Day Tour :
    - Classement général
    - 3e étape (contre-la-montre)

  - 3e des Calder Stewart Series
- 2019
  - Timaru Two Day Tour
  - Calder Stewart Series :
    - Classement général
    - 4e étape[1]

  - Lake Taupo Cycle Challenge
  - 2e du championnat de Nouvelle-Zélande sur route espoirs
  - 2e du championnat de Nouvelle-Zélande sur route
  - 3e du championnat de Nouvelle-Zélande du contre-la-montre espoirs

## Classements mondiaux
| Année                                 | 2019 | 2020  | 2021 | 2022  |
| ------------------------------------- | ---- | ----- | ---- | ----- |
| Classement mondial                    | 852e | 1184e | nc   | 2511e |
| UCI Oceania Tour                      | 47e  | 63e   | nc   | 117e  |
|                                       |      |       |      |       |
| Légende : nc = non classéSource : UCI |      |       |      |       |